# 瓦尔莫雷阿
瓦尔莫雷阿（義大利語：Valmorea），是意大利科莫省的一个市镇。总面积3.18平方公里，人口2690人，人口密度845.9人/平方公里（2009年）。ISTAT代码为013232。